# Золотоверхий Київ
«Золотове́рхий Ки́їв» — фестиваль хорової музики, що проходить щорічно у травні або червні у Києві. Фестиваль заснований у 1997 році Головним управлінням культури міста Києва та Фондом сприяння розвитку мистецтв України за ініціативою Камерного хору "Київ". Організатором і директором фестивалю є український диригент Микола Гобдич.
Критики відзначають високий рівень цього фестивалю. У фестивалі беруть участь провідні колективи України та інших країн. «Тут ніколи не буває прохідних концертів, „відчіпних“ виконань або ж випадкових учасників» — зазначає Юрій Чекан.
Також відмітною рисою Унікальність пропонованих «Золотоверхим Києвом» програм. При цьому Хор «Київ» нерідко готує монографічні програми — такими були концерти, присвячені творчості Віктора Степурка, Юрія Алжнєва, Лесі Дичко, Євгена Станковича, або програми, присвячені двом авторам різних епох, наприклад Максиму Березовському та Володимиру Рунчаку, Миколи Дилецькому та Мирославу Скорику.
Концерти як правило проходять у храмах Києва та в Будинку вчителя і є безкоштовними для слухачів.